# Droit talmudique
 (avril 2020).
Si vous disposez d'ouvrages ou d'articles de référence ou si vous connaissez des sites web de qualité traitant du thème abordé ici, merci de compléter l'article en donnant les références utiles à sa vérifiabilité et en les liant à la section « Notes et références ».
Le droit talmudique désigne le droit que l'on peut déduire de l'étude du Talmud, en appliquant les raisonnements utilisés par les Sages pour tirer des lois du texte de la Torah.
Les Sages du Talmud possèdent en effet, outre divers principes d'herméneutique talmudique, une méthode propre de compte rendu de traditions, de jugements et des prises de positions historiques de rabbins, qu'on peut rapprocher de décrets d'application voire d'une jurisprudence religieuse.
De plus, l'étude des comptes rendus des nombreuses controverses contenues dans les traités talmudiques permet de suivre leur méthode de raisonnement, utilisée pour émettre un jugement. La maîtrise de cette méthode est exigée des décisionnaires en matière de Loi juive, afin de déterminer la conduite à tenir devant une situation nouvelle.

## Les sources
Il n'existe pas de traité reprenant de manière synthétique un corpus de règles.
Longtemps, la solution apportée par les rabbins a été la mise en forme de commentaires donnant des recettes.
On trouve ainsi dans la Mishna dans les écrits de Juda HaNassi les premières traces d'un emploi systématique et méthodique de méthodes (vers 220 ap. J.-C.).
Cependant, l'on attribue à Hillel l'utilisation d'une partie des outils.
L'étude du Talmud a par la suite donné de très nombreux ouvrages traitant du droit et de la méthode à utiliser pour l'analyse de ce livre.
On peut citer :
- Sefer ketitout de Rabbi Samson de Chinon (en) (mort vers 1330)
- Midot Aaron de Rabbi Aaron Ibn Haïm (1560 - 1632)

Ces travaux de l'Antiquité et du Moyen Âge ont par la suite été complétés et approfondis au XIXe et XXe siècles.

## La direction prise
Depuis Aristote (Ethique à Nicomaque [réf. nécessaire]), on distingue [Qui ?] [réf. nécessaire] dans l'interprétation deux possibles méthodes :
- La lettre : on s'attache à la loi telle qu'elle est écrite; le travail du législateur est alors d'éclaircir les catégories juridiques mises en œuvre et d'éclaircir les parties de la Loi faisant hiatus.
- L'esprit aussi appelé l'intention du législateur : L'idée consiste à dire que la loi a été écrite avec une intention, un but précis et qu'il convient d'appliquer la loi en fonction de l'intention du législateur. L'interprète de la loi peut alors user autant du raisonnement que de l'ensemble des matériaux ayant participé à la constitution de la loi.

En ce qui concerne la Torah en tant que loi écrite, les exégètes sont partis du principe que Dieu étant à l'origine de la Loi, sa forme ne peut être que parfaite, complète et que parfaitement traduire l'intention de leur créateur mais que celle-ci échappe par essence à  l'homme qui ne peut donc espérer comprendre l'intention sous-jacente.
Ainsi les interprètes au cours du temps n'ont retenu que la lettre comme grille de lecture.

## Les grands principes
La Torah ne pouvant être remise en cause un certain nombre de principes de base doit être respecté pour être consistant :
Éternité de la loi :
« Il n'y a pas d'interprétation pouvant abroger la Torah » qu'on trouve aussi sous la forme
« On ne peut abroger une mitsva »
La Torah venant de Dieu lui-même, l'homme ne peut par des raisonnements faire des déductions à partir du corpus de la Loi contredisant la parole donnée.
Le niveau d'interprétation :
« Il n'y a pas de jugement qui ne soit tiré de la lettre »
En effet, l'exégèse connaît une série de degrés de lecture du plus immédiat au plus ethéré.
On s'interdit de baser un jugement sur une matière sujette à spéculation.
Le périmètre du corpus de la Loi :
On exclut les coutumes d'avant le don de la torah au mont Sinaï
tout autant que les livres des Prophètes et les Hagiographes
En effet, Dieu a donné sa loi complète au mont Sinaï à savoir aussi bien la Loi écrite que la Loi orale qui se sont transmises de génération en génération. Cette Loi abroge ou confirme les
coutumes des patriarches d'une part. De plus, si Dieu ne pouvait avoir donné de nouvelles Lois aux prophètes sans que les caractères complet et immuable de la Loi soit remis en cause. Les prophètes ne peuvent que rappeler la Loi.
On peut résumer ces principes comme suit:
{\displaystyle \forall A,\exists Loi(A\to B)\in \{613Mitsvots\}\Rightarrow Jugement(A\to B)}

## Les limites du raisonnement
On peut aussi adjoindre deux principes qui limitent la portée des raisonnements. En effet, les lois viennent de Dieu, elles sont stables alors que les raisonnements sont faits par des hommes et ne sont valables que jusqu'au jour où par l'étude une autre personne se lèvera et proposera un autre jugement par un autre raisonnement jugé à la valeur plus grande.
Non inférence :
On ne peut établir de jugements en raisonnant en prenant d'autre raisonnement comme prémisses.
Les raisonnements sont des constructions permettant de mettre en œuvre certaines lois de la Torah. L'erreur qu'ils contiennent potentiellement se reportera sur les raisonnements suivants diminuant dramatiquement leur valeur. On les considère donc comme non valides.
La protection contre les erreurs de raisonnement :
On n'inflige pas une sanction résultant d'une interprétation.
On ne peut ainsi par un raisonnement condamner quelqu'un à mort ou à une peine corporelle.
Seul Dieu le peut. L'étude de la Loi peut en effet aboutir à un jugement contraire.

## Les règles d'interprétations
On peut les retrouver dans différentes listes :
- Les 7 règles d'Hillel cité dans Sanhédrin
- Les 13 principes de Rabbi Ishmaël (dans Sifra)
- Certains rabbins ont été capables de lister jusqu'à 613 règles pour l'interprétation de la Loi!

Par ordre de valeur juridique décroissante :

### L'assimilation
Si le texte de la Torah fait une comparaison entre deux situations ou deux catégories, on doit appliquer à la première toutes les règles qui lui sont propres mais aussi celles qui sont propres et non contradictoires avec le premier lot de règles.
Par contre, il est interdit d'appliquer les règles de la première à la seconde catégorie.
On distingue deux situations : Le cas où les lois sont contiguës et celui où elles sont éloignées.
La première ayant une valeur supérieure à la seconde.
On pourrait l'ecrire en logique formelle :
{\displaystyle Loi(A\equiv B)\wedge Loi(B\to C)\Rightarrow Jugement(A\to C)}

### L'exclusion
Il s'applique en particulier aux commandements positifs.
C'est seulement lorsque toutes les conditions sont réunies qu'on peut appliquer la Loi. Le texte est parfois encore plus explicite et contient explicitement des mots tel Seulement.
On l'écrirait en logique formelle :
{\displaystyle Loi\left(A\wedge B\wedge \cdots \wedge C\to D\right)\wedge \left(B\wedge \cdots \wedge C\wedge D\right)\Rightarrow \lnot A}
Dans ce cadre, il n'est pas vrai…

### Qal vahomerou raisonnement par analogie
On peut le résumer par la formule suivante :
{\displaystyle \mu _{Importance}(A\cap B)>0\wedge \mu _{Importance}(A)<\mu _{Importance}(B)\wedge Loi(A\to C)\Rightarrow Jugement(B\to C)}
En pratique, on met en évidence deux catégories juridiques dont l'une est de moindre importance que la seconde selon la perspective la plus pertinente. Si la première implique une conséquence juridique alors la seconde a fortiori aussi.
Le vrai problème dans ce cas est d'établir la mesure et les catégories utilisées.
De plus, on peut obtenir par raisonnement deux qal vahomer donnant des résultats différents.

### Guezera chava
On pourrait parler de raisonnement par hyperlien.
En effet, son principe est que si une catégorie juridique est désignée formellement par une certaine expression et que dans un cas elle implique une peine ou un jugement, ce dernier peut aussi s'appliquer dans l'autre cas d'espèce où l'expression figure.
On distingue en pratique les cas où les raisonnements sont soutenus par les expressions ou des mots superflus. Si les deux expressions (ou l'une seulement) sont superflues à la compréhension du sens, alors elles sont clairement là pour établir un lien. Si les deux expressions ne sont pas vacantes, la guézéra chava est sujette à controverse.
Attention : il n'est autorisé d'utiliser des raisonnements de ce type que pour les guézera chava attestées historiquement ; cela permet d'éviter le droit d'évoluer vers un sens plus allégorique.
{\displaystyle Loi(A\to B)\wedge Loi(C\to D)\wedge \exists E,Jugement_{attest{\acute {e}}}(A\equiv A-E)\wedge (E\subset C)\Rightarrow Jugement(A\to B\wedge D)}

### Binyan 'av
Il s'agit d'un raisonnement consistant à établir par raisonnement un jugement à partir de deux autres jugements disponibles dans la Torah.
{\displaystyle }

### le général et le particulier
On appelle aussi ha-kelal veha-parat

#### Les raisonnements par ordonnancement
On peut retenir de manière simple que le dernier argument l'emporte.
Il s'agit de définir le cadre d'application d'une loi faisant l'objet d'une énumération :
- Général suivi de particulier ⇒ Le Particulier vient restreindre le général
- Particulier suivi de général ⇒ Le particulier est considéré comme un exemple du général
- Particulier, général suivi à nouveau de particulier ⇒ Le dernier argument restreint la portée de la généralité.

## Pour aller plus loin
L'attachement à la lettre est remise en cause par les Chrétiens depuis Saint-Paul dans la Lettre aux Romains VII:5-6 :
Car, lorsque nous étions dans la chair, les passions des péchés provoquées
par la loi agissaient dans nos membres, de sorte que nous portions des fruits
pour la mort.
Mais maintenant, nous avons été dégagés de la loi, étant morts à cette loi sous
laquelle nous étions retenus, de sorte que nous servons dans un esprit nouveau,
et non selon la lettre qui a vieilli.
En effet, en appliquant stricto-sensu la Loi, Jésus ne peut être taxé que de faux-prophète et
doit ainsi être mis à mort ; il ne peut y avoir de révolution dans la Loi fantasmagorique.
Les Chrétiens, se permettant de réfléchir à l'intention de Dieu, soutiennent la thèse que la Loi a été donnée pour préparer l'arrivée du Christ venue l'accomplir. L'ensemble de l'Ancien Testament est donc relu sous cet éclairage.
Les limites de l'interprétation allégorique ont donné lieu à d'âpres débats entre Chrétiens. On parle principalement de deux partis :
- École d'Alexandrie : Aucun renoncement à la méthode allégorique ; les principaux soutiens sont Saint Barnabé et Origène
- École d'Antioche  : Usage modéré de l'interprétation ; on peut citer Justin de Naplouse, Clément d'Alexandrie ou Jérôme de Stridon.